# Medaille „Für ausgezeichnete Leistungen im Festivalaufgebot der FDJ“
Die Medaille „Für ausgezeichnete Leistungen im Festivalaufgebot der FDJ“ war in der Deutschen Demokratischen Republik (DDR) eine nichtstaatliche Auszeichnung der Freien Deutschen Jugend (FDJ), welche für ausgezeichnete Leistungen bei der Vorbereitung und Durchführung des Festivalaufgebots der FDJ im Jahr 1973 in einer Stufe gestiftet wurde. Unter den ersten ausgezeichneten Personen befand sich der Minister für Staatssicherheit Erich Mielke, der die Auszeichnung im Juni 1973 erhielt.

## Aussehen
Die Medaille hat die Form einer Blüte, um dessen runden Mittelmedaillon fünf Kreise angebracht sind. Diese sind farbig emailliert und (von oben nach rechts) in den Farben: Rot-Grün-Lila-Blau-Gelb gehalten. Das Mittelmedaillon in Bronze ist in Form eines Globusses mit Längen- und Breitengraden angefertigt in dessen Mitte die schwarze Jahreszahl: 1973 vertieft zu lesen ist. Die Rückseite der Medaille ist glatt und leer. Getragen wurde die Medaille an einer rechteckigen blau emaillierten Spange an der linken oberen Brustseite des Beliehenen. Auf der Spange ist mittig das Symbol der FDJ zu sehen, welches von der Inschrift: FESTIVAL (links) und AUFGEBOT (rechts) flankiert wird. 